# Площадь Маяковского (Дзержинск)
Пло́щадь Маяковского — площадь Дзержинска. Расположена во Втором кольце города.

## История
Площадь расположена во Втором кольце города Дзержинска. Сложилась в конце 1950-х годов. Названа именем известного поэта. В центре площади разбит небольшой сквер. Здесь сходятся все троллейбусные маршруты Дзержинска.

## Примечательные здания и сооружения
- Поликлиника — довоенное здание. Старейшая в городе поликлиника[2].
- Памятник В. В. Маяковскому — воздвигнут в 1965 году в северной части сквера. Скульптором был А. С. Анисимов, архитектором — В. В. Воронков[3].